# Dave Mackay (futbolista nacido en 1934)
David Craig Mackay (Edimburgo, 14 de noviembre de 1934 - Nottingham, 2 de marzo de 2015) fue un entrenador y jugador de fútbol que jugaba en la demarcación de centrocampista.

## Trayectoria

### Como futbolista
Tras formarse en las categorías inferiores del Newtongrange Star FC, en 1953 fichó por el Heart of Midlothian FC. Con el club ganó la Premier League de Escocia, la Copa de Escocia, y la Copa de la Liga de Escocia en dos ocasiones. Llegó a capitanear al club en 1958, cuando el club ganó el título de liga. Dicho año el equipo batió el récord británico de goles, con un total de 132 goles a favor y 29 en contra. En marzo de 1959 fue traspasado al Tottenham Hotspur FC por 32.000 libras. Ayudó al club a ganar la Football League First Division, y la FA Cup en tres ocasiones. Además formó parte del equipo que ganó la Recopa de Europa de fútbol en la edición de 1963, aunque no llegó a disputar la final. Tras 318 partidos con los spurs, en 1968 fue traspasado al Derby County FC por 5.000 libras después de que Brian Clough y Peter Taylor le persuadieran para que fichase por el club. En su primera temporada ganó la Football League Second Division, ascendiendo así a la máxima categoría del fútbol inglés, siéndole otorgado el Premio FWA al futbolista del año. En 1971 dejó el equipo para fichar por el Swindon Town FC donde se retiró como futbolista, ejerciendo el cargo de jugador-entrenador en dicha temporada. 

### Como entrenador
Tras finalizarla, el Nottingham Forest FC le fichó por una temporada. En 1973, volvió al Derby County FC como entrenador tras la dimisión de Brian Clough. En su primera temporada con el club acabó en tercera posición en liga, hasta que un año después consiguió ganar la Football League First Division. En su siguiente temporada acabó en cuarta posición en liga, semifinales en la FA Cup, y en segunda ronda de la Copa de Campeones de Europa 1975-76 tras perder contra el Real Madrid CF. En noviembre de 1976, Mackay fue despedido del club tras un inicio con malos resultados. Un año después, el Walsall FC se hizo con sus servicios hasta 1978, lo cual fue seguido con nueve años entrenando al Al-Arabi SC (Kuwait) y al Al Shabab Al Arabi Club. En 1987 volvió a Inglaterra para entrenar al Doncaster Rovers FC durante dos años. Posteriormente entrenó al Birmingham City FC, descendiendo hasta el tercer nivel de la liga inglesa el peor resultado del club hasta el momento. Intentó subir con el club a segunda división, pero tras fallar en el intento, presentó su dimisión. Tras entrenar al Zamalek SC, con el que ganó la Primera División de Egipto en 1992 y 1993, se fue a Catar para entrenar a la selección nacional y a la selección sub-17.
Falleció el 2 de marzo de 2015 en Nottingham a los 80 años de edad.

## Selección nacional
Hizo su debut para la selección de fútbol de Escocia el 26 de mayo de 1957 en un partido de clasificación para la Copa Mundial de Fútbol de 1958 contra España celebrado en el Santiago Bernabéu. Escocia finalmente se clasificó para el torneo, donde Mackay jugó un solo partido, contra Francia, el 15 de junio de 1958. Capitaneó por primera vez al combinado escocés en su tercer partido, el 18 de octubre de 1958 contra Gales en el British Home Championship. En total marcó cuatro goles para la selección, jugando su último partido el 2 de octubre de 1965 contra Irlanda del Norte en un partido del British Home Championship.

### Participaciones en la Copa del Mundo
| Mundial                        | Sede   | Resultado    |
| ------------------------------ | ------ | ------------ |
| Copa Mundial de Fútbol de 1958 | Suecia | Primera fase |

## Clubes

### Como futbolista
| Club                   | País       | Año       | Partidos | Goles |
| ---------------------- | ---------- | --------- | -------- | ----- |
| Heart of Midlothian FC | Escocia    | 1953-1959 | 135      | 25    |
| Tottenham Hotspur FC   | Inglaterra | 1959-1968 | 318      | 51    |
| Derby County FC        | Inglaterra | 1968-1971 | 122      | 5     |
| Swindon Town FC        | Inglaterra | 1971-1972 | 26       | 1     |

### Como entrenador
| Club                                | País                   | Año       |
| ----------------------------------- | ---------------------- | --------- |
| Swindon Town FC                     | Inglaterra             | 1971-1972 |
| Nottingham Forest FC                | Inglaterra             | 1972-1973 |
| Derby County FC                     | Inglaterra             | 1973-1976 |
| Walsall FC                          | Inglaterra             | 1977-1978 |
| Al-Arabi SC (Kuwait)                | Kuwait                 | 1978      |
| Al Shabab Al Arabi Club             | Emiratos Árabes Unidos | 1983      |
| Al-Arabi SC (Kuwait)                | Kuwait                 | 1987      |
| Doncaster Rovers FC                 | Inglaterra             | 1987-1989 |
| Birmingham City FC                  | Inglaterra             | 1989-1991 |
| Zamalek SC                          | Egipto                 | 1991-1993 |
| Selección de fútbol de Catar        | Catar                  | 1994-1995 |
| Selección de fútbol sub-17 de Catar | Catar                  | 1995      |

## Palmarés

### Como futbolista

#### Campeonatos nacionales
| Título                          | Club                   | País       | Año  |
| ------------------------------- | ---------------------- | ---------- | ---- |
| Premier League de Escocia       | Heart of Midlothian FC | Escocia    | 1958 |
| Copa de Escocia                 | Heart of Midlothian FC | Escocia    | 1956 |
| Copa de la Liga de Escocia      | Heart of Midlothian FC | Escocia    | 1954 |
| Copa de la Liga de Escocia      | Heart of Midlothian FC | Escocia    | 1959 |
| Football League First Division  | Tottenham Hotspur FC   | Inglaterra | 1961 |
| FA Cup                          | Tottenham Hotspur FC   | Inglaterra | 1961 |
| FA Cup                          | Tottenham Hotspur FC   | Inglaterra | 1962 |
| FA Cup                          | Tottenham Hotspur FC   | Inglaterra | 1967 |
| Football League Second Division | Derby County FC        | Inglaterra | 1969 |
| Watney Cup                      | Derby County FC        | Inglaterra | 1970 |

#### Campeonatos internacionales
| Título                     | Club                 | Sede     | Año  |
| -------------------------- | -------------------- | -------- | ---- |
| Recopa de Europa de fútbol | Tottenham Hotspur FC | Róterdam | 1963 |

#### Distinciones individuales
| Título                           | Club            | País       | Año  |
| -------------------------------- | --------------- | ---------- | ---- |
| Premio FWA al futbolista del año | Derby County FC | Inglaterra | 1969 |

### Como entrenador

#### Campeonatos nacionales
| Título                         | Club            | País       | Año  |
| ------------------------------ | --------------- | ---------- | ---- |
| Football League First Division | Derby County FC | Inglaterra | 1975 |
| Community Shield               | Derby County FC | Inglaterra | 1975 |
| Primera División               | Zamalek SC      | Egipto     | 1992 |
| Primera División               | Zamalek SC      | Egipto     | 1993 |